# Rourea radlkoferiana
Rourea radlkoferiana là một loài thực vật có hoa trong họ Connaraceae. Loài này được Karl Moritz Schumann miêu tả khoa học đầu tiên năm 1900. The Plant List hiện tại ghi nhận loài này theo danh pháp đồng nghĩa là Santaloides radlkoferanum.

## Phân bố
Loài này là bản địa Papua New Guinea.